# سامانتا بارديني
سامانتا بارديني (مواليد 27 فبراير 1977) هي لاعبة كرة لينة إيطالية شاركت في دورة الألعاب الأولمبية الصيفية لعام 2004. 